# Варшевицкий, Станислав
Станислав Варшевицкий (пол. Stanislaw Warszawicki ; 1527, Варшевице, Королевство Польское (ныне Куявско-Поморское воеводство, Польша) — 3 октября 1591, Краков) — польский священник, иезуит, богослов, писатель

, переводчик, знаток греческого языка, дипломат XVI века, деятель контрреформации.

Герб Кушаба

Наряду с Якубом Вуеком и Петром Скаргой, считается одним из самых выдающихся польских иезуитов.

## Биография
Шляхтич герба Кушаба. Сводный брат писателя Кшиштофа Варшевицкого.
Окончил Краковскую академию. Продолжил учёбу в Падуанском университете.
Несмотря на то, что он был учеником Меланхтона, сподвижника Лютера, лекции которого в течение трёх лет слушал в университете Виттенберга, остался католиком и, возвратившись на родину, был рукоположён и стал священником.
С 1556 года — секретарь короля Сигизмунда II Августа. Король Сигизмунд II Август несколько раз посылал его с дипломатическими поручениями за границу. Вскоре он вступил в орден иезуитов.
После рукоположения в 1562 году стал каноником Гнезненский и Познаньским. В 1567 году отправился учиться в Рим и в том же году поступил в новициат.
В 1570—1572 годах был организатором и ректором коллегии иезуитов в Вильно. Там прославился своими проповедями и успел привлечь к католицизму многих вельмож-протестантов.
В 1574 году по инициативе Папы римского Григория XIII и королевы Анна Ягеллонки остался в Швеции с задачей склонить Яна III Вазу перейти в католичество.
В 1578—1581 годах был духовником жены Яна III и воспитателем принца Сигизмунда. После завершения своей миссии в Швеции был направлен в Люблин, где занимался проповедью, спорами с арианами и сбором средств на строительство коллегии и церкви. В 1582—1590 годах — ректор иезуитского коллегиума в Люблине.
Умер в Кракове, оставив после себя ряд сочинений: латинский перевод «Эфиопики» Гелиодора («Aethiopiae Historiae libri», изд. 1552); перевёл на польский язык сочинения испанского мистика Луиса де Гранада «Zwierciadło człowieka chrześcjanskiego» («Зеркало христианина»,1577), «Przewodnik grzesznikòw» («Путеводитель грешников», 1570, 1577, 1587, 1730), «Nabožeństwo dla ludzi zabawnych» (1593) и др.